# 桓石生
桓 石生（かん せきせい、生没年不詳）は、東晋の軍人。譙国竜亢県の人。東晋の征西大将軍桓豁の子。東晋に仕え、桓氏一族の興隆に貢献した。

## 生涯
東晋に仕え、司徒左長史に任じられていた。
隆安年間、侍中長史に任じられた。その後、太傅長史・驃騎長史を歴任した。
元興元年（402年）1月、驃騎大将軍司馬元顕が後将軍桓玄の討伐を目論み、軍の派遣を計画した。驃騎長史に任じられていた桓石生は、これを密書で桓玄に知らせた。3月、前将軍・江州刺史に任じられた。
在官のまま、亡くなった。

## 家系

### 父
- 桓豁

### 兄弟
- 桓石虔
- 桓石秀
- 桓石民
- 桓石綏
- 桓石康